# Эйва Макс
Э́йва (А́ва) Макс (англ. Ava Max; настоящее имя — Ама́нда Ко́чи (алб. Amanda Koçi); род. 16 февраля 1994, Милуоки, Висконсин, США) — американская певица и автор-исполнитель албанского происхождения. Её сингл «Sweet but Psycho» достиг первого места в британском хит-параде UK Singles Chart в конце 2018 — начале 2019 года.

## Юность
Родилась в Милуоки, штат Висконсин, в семье пианиста Пола и оперной певицы Андреа. У Макс также есть старший брат. В 1991 году её родители, уроженцы Албании, бежали из страны после падения коммунизма и в течение года проживали в церкви в Париже. Затем они переехали в Висконсин, США. Семья жила нелегко, каждый из родителей работал на трёх работах.
В возрасте 8 лет Макс переехала со своей семьей в Вирджинию, где участвовала в многочисленных певческих конкурсах Radio Disney. В возрасте 13 лет она взяла имя Эйва, так как, по её мнению, имя Аманда ей не подходило. В 14 лет она вместе с матерью переехала в Лос-Анджелес, чтобы построить карьеру певицы, но ей постоянно отказывали из-за того, что она являлась несовершеннолетней. Год спустя она отправилась в Южную Каролину, где начала писать первые песни. Она посещала среднюю школу Лексингтона, где постоянно подвергалась издевательствам. В 17 лет Макс вернулась в Лос-Анджелес вместе с братом, который стал её менеджером.

## Карьера

### 2013—2017: знакомство с продюсером и дебютный сингл
Дебютный сингл Макс «Take Away the Pain» был выпущен в 2013 году, а затем ремикширован канадским диджеем и продюсерским дуэтом Project 46 в июле 2015 года. После многих неудач, она познакомилась с канадским продюсером Cirkut на вечеринке по случаю его дня рождения в 2014 году, он также был знаком с её братом. Макс спела ему песню «Happy Birthday to You». Это знакомство вылилось в плодотворное сотрудничество, они написали сотни песен и выпустили сингл «Anyone but You» на SoundCloud в июле 2016 года. Сингл набрал популярность и привлек внимание различных звукозаписывающих лейблов, которые связались с Макс по электронной почте. В том же году она подписала контракт с Atlantic Records. Позже Макс призналась, что встреча с Cirkut изменила её жизнь, поскольку она хотела уйти из музыкальной индустрии и была творчески подавлена.
Подписав контракт, Макс начала подбирать фамилию, чтобы использовать её в качестве псевдонима, в конце концов остановившись на Макс. Ей понравилось, что новый псевдоним сочетает в себе элементы мужского и женского начала. Примерно в 2016—2017 годах Макс выбрала себе прическу и назвала её «Max Cut».

### 2018—2021: прорыв и альбом «Heaven & Hell»
20 апреля 2018 года был выпущен сингл «My Way», который достиг 38-го места в чарте Romanian Top 100. 11 мая 2018 года был выпущен сингл «Slippin» в сотрудничестве с Gashi. 8 июня 2018 года она записала сингл «Into Your Arms» совместно с рэпером Уиттом Лоури. Через месяц
сингл «Salt» был записан и отправлен в SoundCloud. 17 августа 2018 года Макс выпустила сингл «Sweet but Psycho». Сингл стал прорывом для Макс, он достиг первого места в более чем 22 странах, включая Германию, Швейцарию, Австрию, Норвегию, Швецию, Новую Зеландию и Великобританию, где он оставался на первом месте в течение четырех недель подряд. В январе 2019 года, песня достигла вершины чарта Hot Dance Club Songs и позже вошла в десятку Billboard Hot 100.
7 марта 2019 года Макс выпустила сингл «So Am I», который вошёл в топ-10 Польши, Норвегии, Шотландии и Швеции. 3 июля 2019 года группа NCT 127 выпустила кавер на эту песню. Песни «Blood, Sweat & Tears» и «Freaking Me Out» были одновременно выпущены в июле 2019 года в качестве рекламных синглов. 4 сентября 2019 года она заключила совместный контракт с Warner Chappell Music и Artist Publishing Group. 31 октября 2019 года Макс выпустила видеоклип на песню «Freaking Me Out». Она получила награды MTV Europe Music Awards, Лучший push артист и 2019 MTV Europe Music Awards. 6 ноября 2019 года Макс записала дуэт «Tabú» с Пабло Альбораном. Она работала с диджеем и продюсером, Аланом Уокером над песней «Alone, Pt. II», которая была выпущена 27 декабря 2019 года.
12 марта 2020 года Макс выпустила сингл «Kings & Queens» в качестве пятого сингла со своего дебютного студийного альбома Heaven & Hell. Она также записала композицию «On Me» совместно с Томасом Реттом и Кейном Брауном. Песня вошла в саундтрек мультфильма «Скуби-Ду». 30 июля 2020 года Макс выпустила сингл «Who’s Laughing Now», а 3 сентября 2020 года — «OMG What’s Happening». Альбом Heaven & Hell был выпущен 18 сентября 2020 года вместе с восьмым синглом «Naked». Альбом занял 2-е место в «UK Albums Chart» и 27-е место в «Billboard 200». 13 ноября 2020 года Макс записала совместно с другими исполнителями кавер на песню «Stop Crying Your Heart Out» в рамках благотворительной акции Allstars Children in Need от BBC Radio 2. Он достиг 7-го места в UK Singles Chart. 19 ноября 2020 года был выпущен сингл «My Head & My Heart», ставший бонус треком для digital-издания альбома Heaven & Hell.
8 июня 2021 Макс выпустила сингл «EveryTime I Cry», который она описала как «продолжение темы альбома». Также певица появилась на сингле R3HAB и Джонаса Блу «Sad Boy», записанном совместно с Кайли Кэнтролл и выпущенном 10 сентября. 4 ноября Макс выпустила совместный сингл с голландским диджеем Tiësto «The Motto».

### 2022—настоящее время:Diamonds & Dancefloors
В феврале 2022 года Макс намекнула на новый проект, сменив свою фирменную стрижку «Max Cut» на вишнёвые волосы до плеч и изменив оформление аккаунтов в социальных сетях с использованием красного и розового оттенков. В марте во время интервью для проекта Billboard Women In Music Макс рассказала, что её второй альбом был написан в непростое для неё время в прошлом году. Лид-сингл «Maybe You’re the Problem» был выпущен 28 апреля. 1 июня Макс анонсировала выход нового альбома Diamonds & Dancefloors на 14 октября 2022 года. Позднее дата выхода была изменена на 27 января 2023 года. 1 сентября был выпущен второй сингл с альбома «Million Dollar Baby». 10 ноября Макс выпустила песню «Weapons», ставшую третьим синглом в поддержку альбома. 16 ноября 2022 года было объявлено, что в танцевальной игре Ubisoft Just Dance 2023 Edition песня «Million Dollar Baby» будет представлена, а сама Макс выступит в качестве тренера танца. Она выпустила четвёртый сингл «Dancing’s Done» 20 декабря 2022 года. 24 января 2023 года Макс выпустила сингл «Cold As Ice» в поддержку грядущего альбома Diamonds & Dancefloors.

## Музыкальный стиль
Творчество Макс относится к жанрам поп и данс-поп. В юности она слушала таких певиц, как Алиша Киз, Нора Джонс, Селин Дион, Мэрайя Кэри и Уитни Хьюстон. Но Кэри она выделяет больше всех остальных, так как постоянно ставила её песни на повтор.

## Имидж
Макс часто сравнивают с Леди Гагой за её платиновые волосы, личность и сценическое имя. Крис Девиль из Stereogum критиковал продюсеров Макс за то, что они сделали её похожей на Гагу, заявив, что она не дотягивает до её уровня. Макс ответила на критику, заявив, что несмотря на то, что Гага является выдающейся певицей, люди не должны сравнивать её с другими лишь за похожий цвет волос и жанр музыки.
Она призналась, что часто идет против правил, выступая в одежде от неизвестных дизайнеров, так как хочет дать им шанс. Её волосы с правой стороны подстрижены под каре, а с левой стороны они длинные и более волнистые. Она объяснила, что не чувствует себя настоящей с обычной длиной волос и хочет оставаться уникальной. Radio.com описал её стрижку, как побег от конформизма.

## Личная жизнь
Макс называет себя стопроцентной албанкой. Она свободно говорит на албанском, но не умеет читать на нем. Она также открыто говорит о расширении прав и возможностей женщин, что также отражено в её музыке. В интервью изданию Attitude в 2019 году Макс рассказала, что в прошлом её привлекали женщины, но она не может четко определить свою ориентацию.
Я не люблю, когда люди пытаются загнать кого-то в определенные рамки.

## Дискография
Студийные альбомы
- Heaven & Hell (2020)
- Diamonds & Dancefloors (2023)

## Награды и номинации
| Год  | Награда                     | Категория                                 | Работа                                   | Результат  | Ссылка        |
| ---- | --------------------------- | ----------------------------------------- | ---------------------------------------- | ---------- | ------------- |
| 2019 | Attitude Awards             | Breakthrough Award                        | Herself                                  | Победа     | [ 72 ]        |
| 2019 | Bravo Otto                  | Newcomer                                  | Herself                                  | Победа     | [ 73 ]        |
| 2019 | BreakTudo Awards            | International New Artist                  | Herself                                  | Номинация  | [ 74 ]        |
| 2019 | Global Awards               | Rising Star                               | Herself                                  | Номинация  | [ 75 ]        |
| 2019 | GAFFA Awards (Sweden)       | Best Foreign New Act                      | Herself                                  | Номинация  | [ 76 ]        |
| 2019 | GAFFA Awards (Sweden)       | Best Foreign Song                         | «Sweet but Psycho»                       | Номинация  | [ 76 ]        |
| 2019 | LOS40 Music Awards          | Best International Song                   | «Sweet but Psycho»                       | Победа     | [ 77 ]        |
| 2019 | LOS40 Music Awards          | Best International New Artist             | Herself                                  | Номинация  | [ 77 ]        |
| 2019 | MTV Europe Music Awards     | Best New Act                              | Herself                                  | Номинация  | [ 78 ] [ 79 ] |
| 2019 | MTV Europe Music Awards     | Best Push Act                             | Herself                                  | Победа     | [ 78 ] [ 79 ] |
| 2019 | MTV Video Music Awards      | Best New Artist                           | Herself                                  | Номинация  | [ 80 ]        |
| 2019 | MTV Video Play Awards       | Top 20 Music Videos                       | «Sweet but Psycho»                       | Победа     | [ 81 ]        |
| 2019 | NRJ Music Awards            | International Breakthrough of the Year    | Herself                                  | Номинация  | [ 82 ]        |
| 2019 | Teen Choice Awards          | Choice Summer Female Artist               | Herself                                  | Номинация  | [ 83 ]        |
| 2019 | Teen Choice Awards          | Choice Song: Pop                          | «Sweet but Psycho»                       | Номинация  | [ 83 ]        |
| 2020 | BreakTudo Awards            | Artist on the Rise                        | Herself                                  | Победа     | [ 84 ]        |
| 2020 | iHeartRadio Music Awards    | Best New Pop Artist                       | Herself                                  | Номинация  | [ 85 ]        |
| 2020 | iHeartRadio Titanium Awards | Winning Songs                             | «Sweet but Psycho»                       | Победа     | [ 86 ]        |
| 2020 | LOS40 Music Awards          | Best Spanish Song                         | «Tabú» (with Pablo Alborán)              | Номинация  | [ 87 ]        |
| 2020 | LOS40 Music Awards          | Best Spanish Video                        | «Tabú» (with Pablo Alborán)              | Победа     | [ 87 ]        |
| 2020 | LOS40 Music Awards          | Best International Video                  | «Kings & Queens»                         | Номинация  | [ 87 ]        |
| 2020 | MTV Video Music Awards      | Push Best New Artist                      | Herself                                  | Longlisted | [ 88 ]        |
| 2020 | NRJ Music Award             | International Female Artist of the Year   | Herself                                  | Номинация  | [ 89 ]        |
| 2020 | NRJ Music Award             | International Song of the Year            | «Kings & Queens»                         | Номинация  | [ 89 ]        |
| 2020 | People’s Choice Awards      | New Artist of the Year                    | Herself                                  | Номинация  | [ 90 ]        |
| 2020 | People’s Choice Awards      | Soundtrack Song of the Year               | «On Me» (with Thomas Rhett & Kane Brown) | Номинация  | [ 90 ]        |
| 2020 | Spotify Awards              | Most-Streamed EDM Female Artist           | Herself                                  | Номинация  | [ 91 ]        |
| 2021 | GAFFA Awards (Denmark)      | New International Name of the Year        | Herself                                  | Номинация  | [ 92 ]        |
| 2021 | Hungarian Music Awards      | Foreign Modern Pop-Rock Album of the Year | Heaven & Hell                            | Номинация  | [ 93 ] [ 94 ] |
| 2021 | Premio Lo Nuestro           | Pop Song of the Year                      | «Tabú» (with Pablo Alborán)              | Номинация  | [ 95 ]        |
| 2021 | Premio Lo Nuestro           | Pop Collaboration of the Year             | «Tabú» (with Pablo Alborán)              | Номинация  | [ 95 ]        |
| 2021 | Swiss Music Awards          | Best Solo Act International               | Herself                                  | Номинация  | [ 96 ] [ 97 ] |
| 2021 | Swiss Music Awards          | Best Breaking Act International           | Herself                                  | Победа     | [ 96 ] [ 97 ] |
| 2021 | TopHit Music Awards         | Best Female Artist Song                   | «Salt»                                   | Победа     | [ 98 ]        |